# Pouteria mongaguensis
Pouteria mongaguensis är en tvåhjärtbladig växtart som beskrevs av Joáo Rodrigues de Mattos. Pouteria mongaguensis ingår i släktet Pouteria och familjen Sapotaceae. Inga underarter finns listade i Catalogue of Life.